# بیگ شو (فیلم ۱۹۲۳)
بیگ شو (انگلیسی: The Big Show) یک فیلم به کارگردانی رابرت اف. مک‌گاون است که در سال ۱۹۲۳ منتشر شد.